# 中華民國駐葡萄牙大使列表
本列表為中華民國駐葡萄牙共和國歷任公使與代表名錄。兩國已無正式外交關係。

## 無邦交時期

### 代表機構
1992年，兩國以換函方式承諾互設代表機構。7月1日，中華民國於葡萄牙首都里斯本設立具大使館功能的駐葡萄牙臺北經濟文化中心（葡萄牙語：Centro Económico e Cultural de Taipei em Portugal），11月27日掛牌運作。
葡萄牙至今未在臺灣設立代表機構。

### 歷任代表（1992年至今）
| 姓名   | 任命              | 到任           | 免職           | 離任           | 外交銜級 對外名義 | 外交職務 本職職務 | 備註     | 備註 |
| ------ | ----------------- | -------------- | -------------- | -------------- | ----------------- | ----------------- | -------- | ---- |
| 向延竚 | 1992年7月1日      | 1992年7月22日  | 1995年11月8日  | 1996年1月31日  | 代表              | 代表              |          |      |
| 曾彬祥 | 1995年11月8日     | 1996年1月21日  |                | 1997年         | 代表              | 代表              |          |      |
| 王允昌 |                   | 1998年         |                | 2002年1月15日  | 代表              | 代表              |          |      |
| 黃聯昇 |                   | 2002年1月15日  | 2004年11月30日 | 2005年2月27日  | 代表              | 副代表            |          |      |
| 周國瑞 | 2004年11月30日    | 2005年2月27日  | 2006年9月15日  | 2006年12月13日 | 代表              | 代表              |          |      |
| 李辰雄 | 2006年9月29日     | 2006年12月25日 | 2009年6月23日  | 2009年9月25日  | 代表              | 代表              |          |      |
| 周麟   | 2009年6月26日     | 2009年9月23日  |                | 2012年7月      | 代表              | 副代表            |          |      |
| 何建功 |                   | 2012年7月26日  |                | 2015年1月      | 代表              | 代表 特命全權公使 | [ 註 1 ] |      |
| 林正惠 |                   | 2015年1月27日  |                | 2017年9月      | 代表              | 特命全權公使      |          |      |
| 王樂生 |                   | 2017年9月29日  |                | 2019年9月      | 代表              | 特命全權大使      |          |      |
| 張俊菲 |                   | 2019年9月29日  |                | 2022年6月      | 代表              | 特命全權公使      |          |      |
| 張崇哲 |                   | 2022年6月29日  |                | 2025年6月      | 代表              | 特命全權公使      |          |      |
| 張亞光 | 2025年5月12日宣誓 | 2025年6月5日   |                | 現任           | 代表              | 特命全權大使      |          |      |

## 外部連結
- 駐葡萄牙臺北經濟文化中心（Facebook、X (Twitter)、Instagram）